# Хатчинсон, Френсис
Фрэнсис Хатчинсон (2 января 1660—1739) — британский проповедник в Бери-Сент-Эдмундс. В годы своей службы написал ставшую знаменитой книгу, где подверг критике судебные преследования за колдовство. Впоследствии стал епископом Дауна и Коннора в Ирландии.

## Образование
Хатчинсон родился в деревне Карсингтон, округ Верксуорт (Carsington, Wirksworth), Дербишир, второй сын Марии и Эдварда Хатчинсона, мелкопоместных землевладельцев. Изучал историю у своего дяди, Френсиса Таллентса, пуританского священнослужителя, прежде чем поступить на учёбу в Колледж святой Екатерины в Кембридже в 1678 г., где он получил степень бакалавра в 1681 году и магистра в 1684 году. За год до присвоения степени магистра он был рукоположён в священники епископом Лондона и назначен лектором в Уиддингтоне, Эссекс. На этой низкой должности он находился до 1690 года, когда местный магнат и виг Уильям Мейнард назначил его викарием Хоксна, графство Саффолк.

## «Историческое эссе о колдовстве»
Незадолго до 1692 года Хатчинсон получил пожизненную должность священника в приходе Сент-Джеймс в Бери-Сент-Эдмундс, и заинтересовался проходившими в той местности печально известными судебными процессами над ведьмами. В 1700 году в Лондоне была напечатана скептическая книга Роберта Калефа (родом из тех же мест, где был священником Хатчинсон) о суде над Салемскими ведьмами в 1692 году, на которую позднее одобрительно ссылался в своём труде Хатчинсон.
С 1706 году Хатчинсон начал распространять черновик книги, которая впоследствии вышла под названием «Историческое эссе о колдовстве», но влиятельные друзья отговорили его от публикации. В 1712 году Хатчинсон лично присутствовал на суде над Джейн Уэнам(Jane Wenham), что вновь заставило его задуматься о публикации, но снова воздержался. Несколько лет спустя появилась книга Ричарда Бултона, которая вызвала настолько сильное возмущение Хатчинсона, что он наконец решился опубликовать свой труд в 1718 году. В нём он подробно анализировал охоту на ведьм и судебное преследование за колдовство в Восточной Англии и других частях Англии, а также в Новой Англии. Книга впоследствии стала одним из аргументов за отмену Закона о колдовстве в 1735 году.

## Ирландия

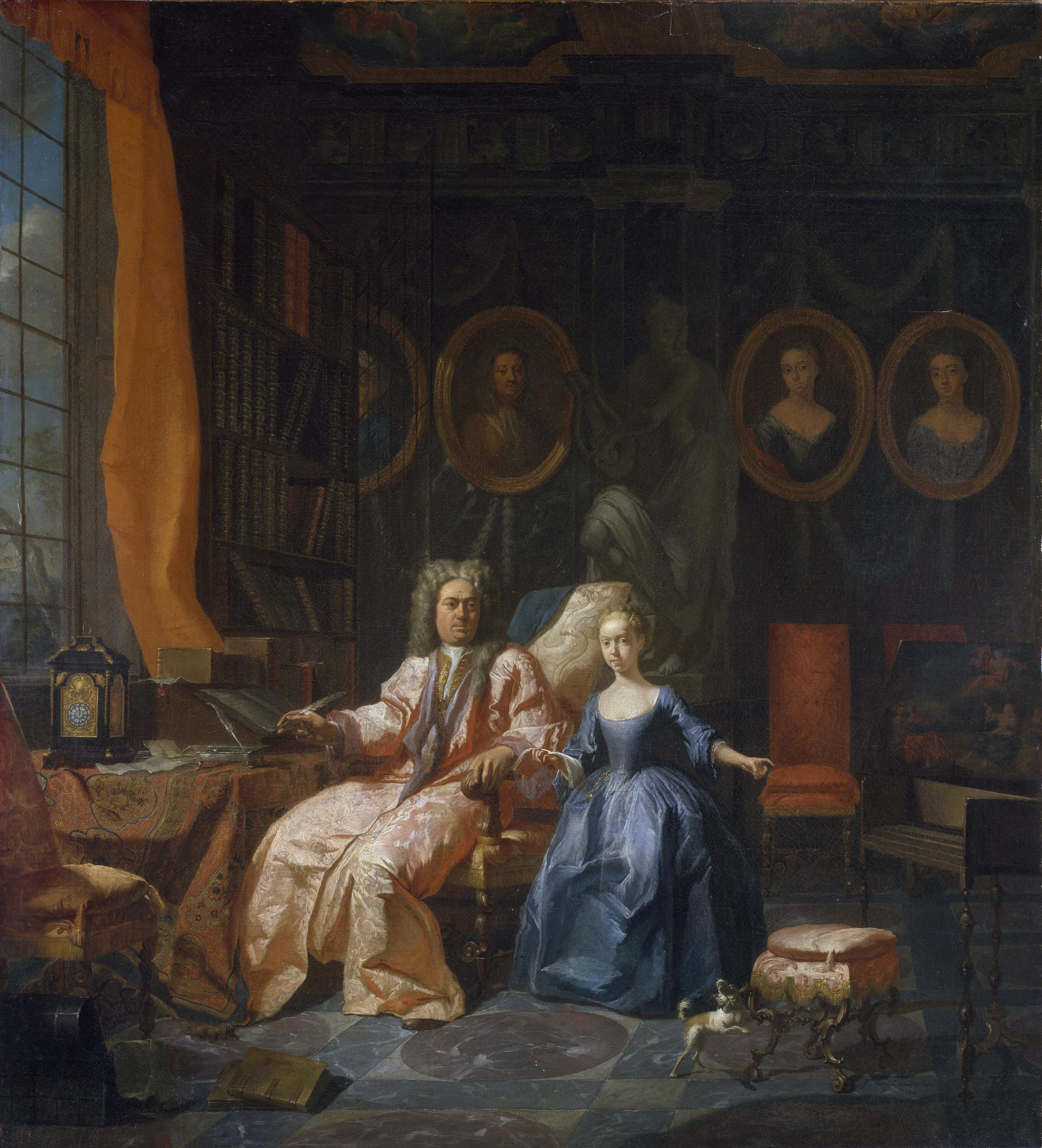
Ян Карел Вирпейл — Портрет мужчины и его дочери

В начале 1721 года Хатчинсон был рукоположён в должность епископа Дауна и Коннера и поселился в Лисберне, на территории современной Северной Ирландии. Умер в 1739 году в возрасте 79 лет и был похоронен в приходской церкви Портгленон, графство Антрим.

## Сочинения
- Исторический очерк о колдовстве (1718 г.) и последующее издание (1720 г.).

Второе издание внешне выполнено красивее (более крупный шрифт, иллюстрации и врезки), но при этом более скудным по содержанию — в нём пропущено одно эссе из издания 1718 года («Защита сострадательного обращения к папистам») .